# Olios correvoni
Olios correvoni är en spindelart som beskrevs av Roger de Lessert 1921. Olios correvoni ingår i släktet Olios och familjen jättekrabbspindlar.

## Underarter
Arten delas in i följande underarter:
- O. c. choupangensis
- O. c. nigrifrons